# 리목역
리목역(梨木驛)은 조선민주주의인민공화국 강원도 세포군에 위치한 강원선의 철도역이다. 세포군 리목리의 서쪽에 위치한 기차정거장이다.